# Charles Ruff
Charles Frederick Carson Ruff, né le 1er août 1939 à Cleveland et mort le 19 novembre 2000 à Washington, est un avocat américain.
Il est notamment connu comme le Conseiller juridique de la Maison-Blanche qui a défendu le 42e président des États-Unis pendant son procès pour Impeachment en 1993. Il a cependant occupé divers postes comme celui de Procureur général adjoint des États-Unis.